# Tramlijn 2 (Amsterdam)
 Tramlijn 2 is een tramlijn in Amsterdam op de route Centraal Station – Leidseplein – Hoofddorpplein – Nieuw Sloten (Oudenaardeplantsoen).

## Geschiedenis

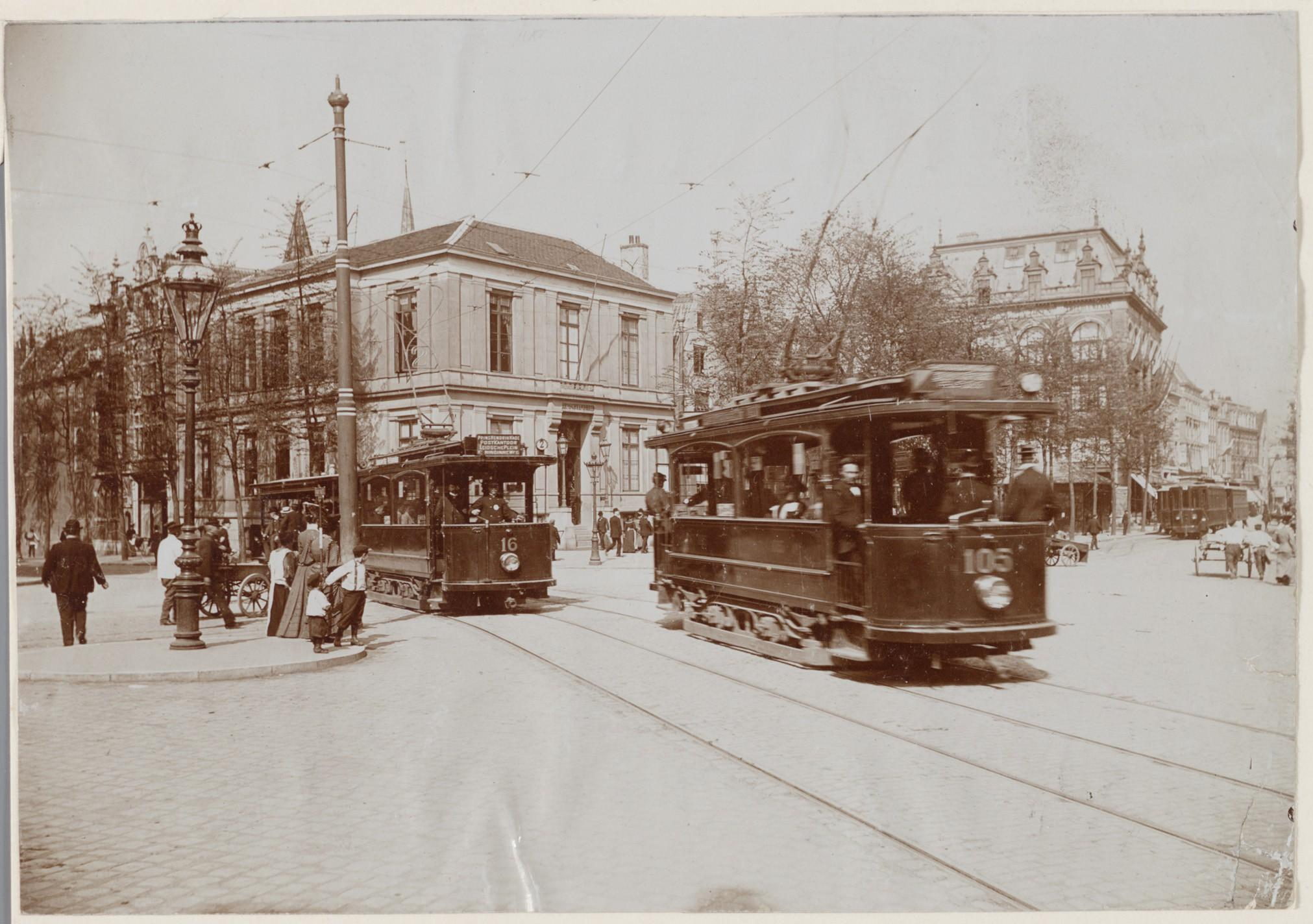
Links: tramlijn 2 met motorwagen 16, Rechts: tramlijn 1 met motorwagen 105 op de hoek van het Spui en de Nieuwezijds Voorburgwal; circa 1906.

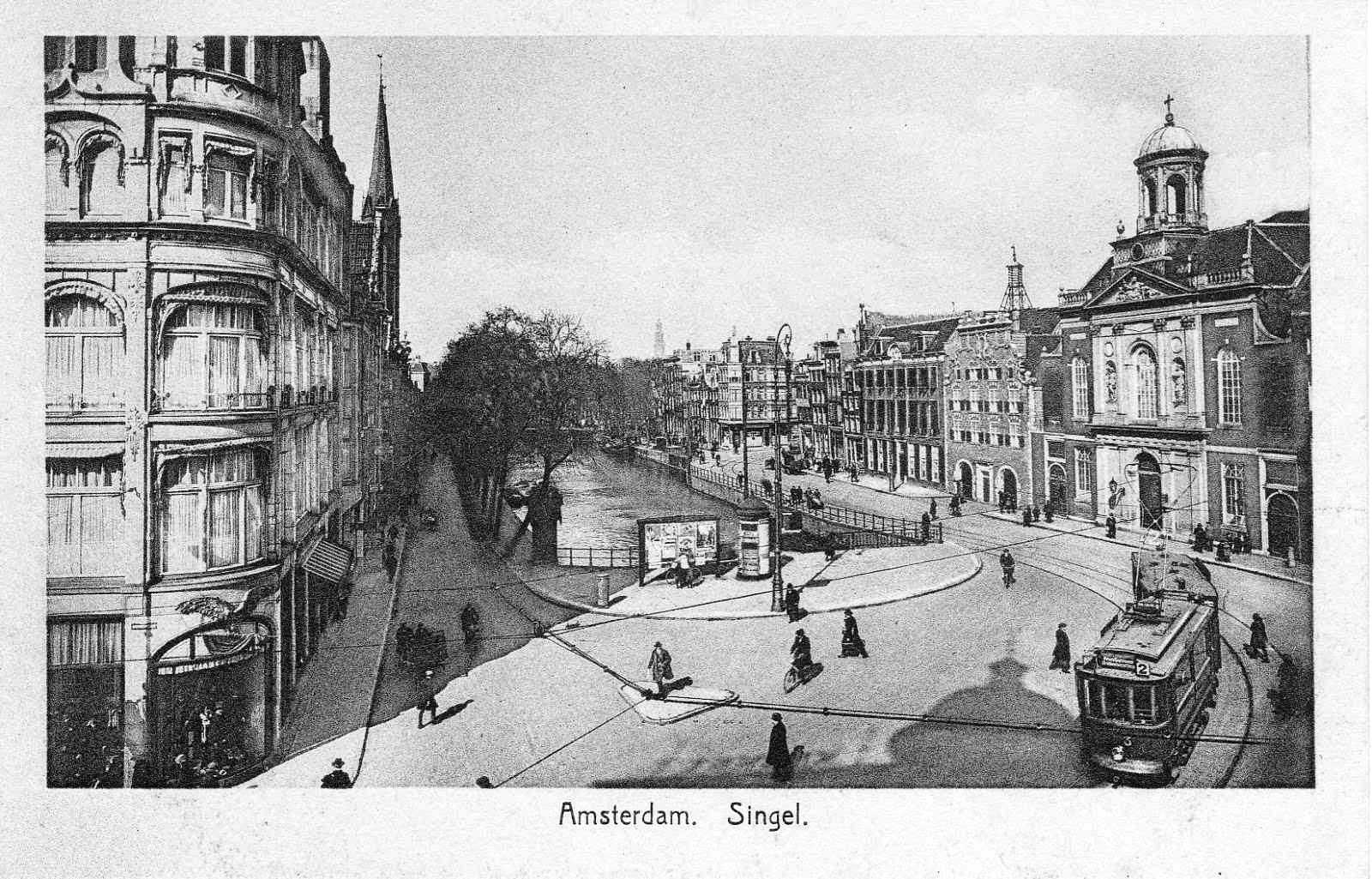
Tramlijn 2 op het Singel bij het Koningsplein; circa 1915.

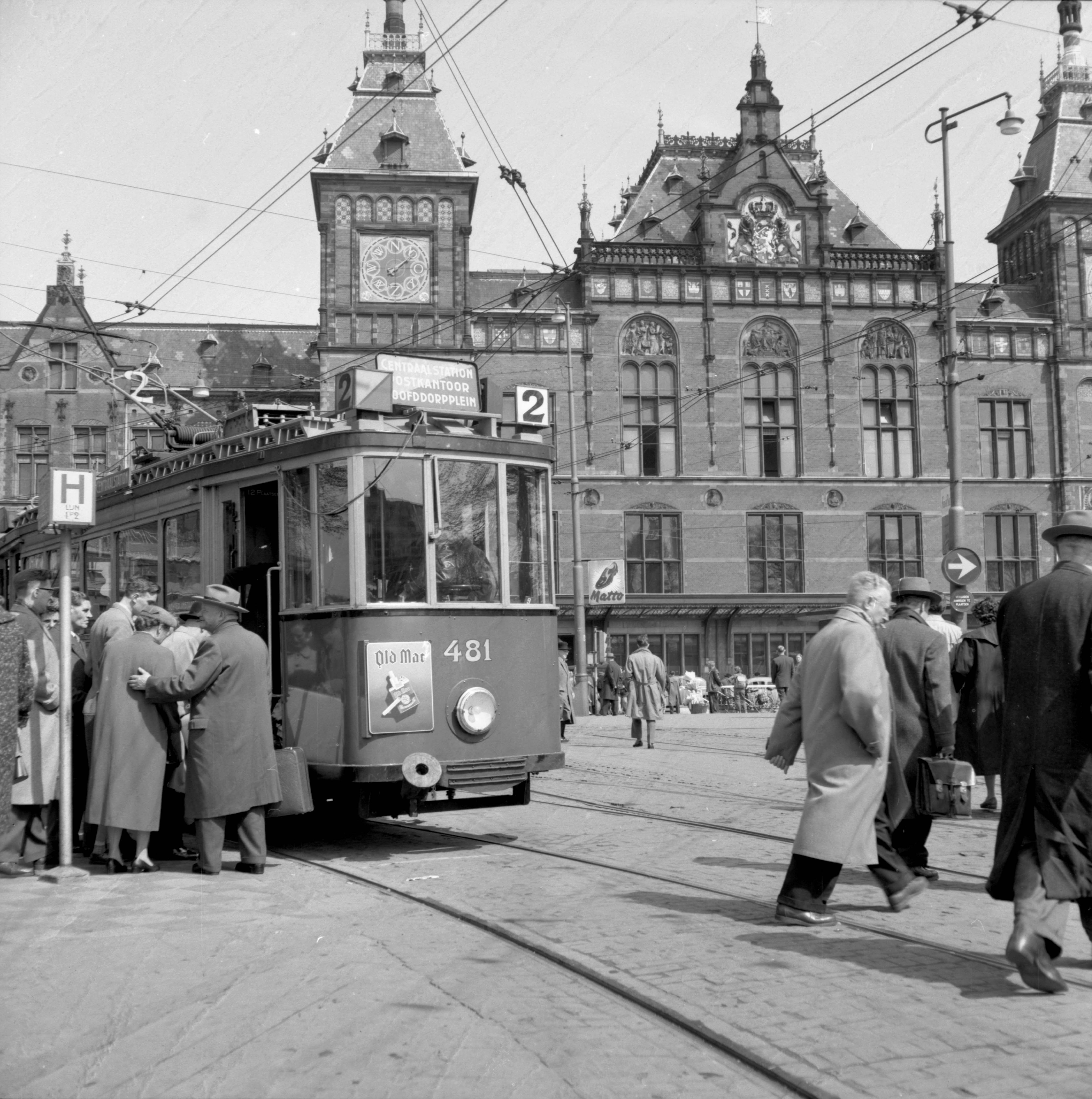
Motorwagen 481 op lijn 2 bij het Centraal Station; 20 april 1957.

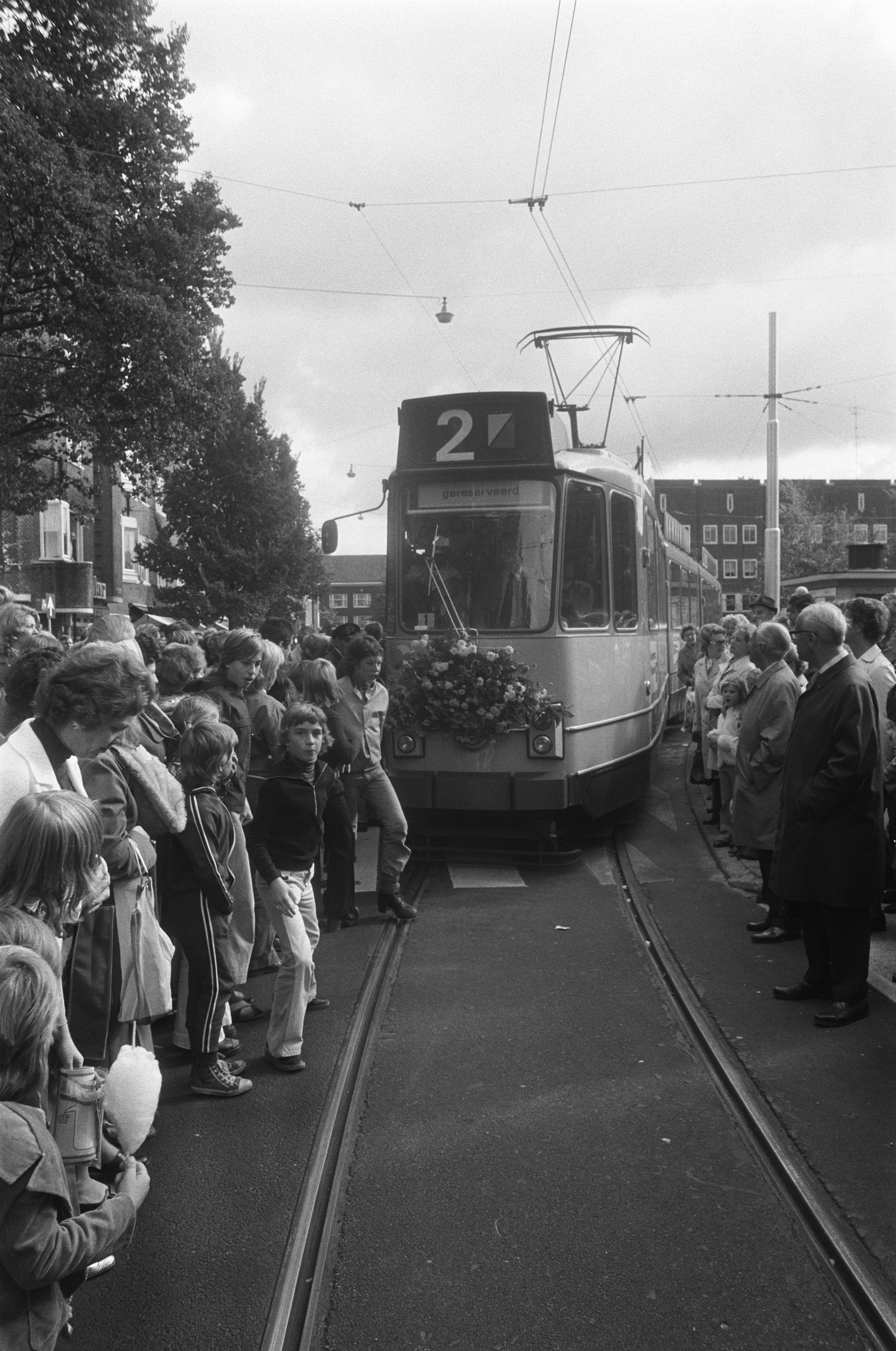
Openingsrit verlenging naar Slotervaart 4 oktober 1975

De Amsterdamse tramlijn 2 werd voorafgegaan door een paardentramlijn van de Amsterdamsche Omnibus Maatschappij. Deze lijn verscheen in 1881 en volgde de route Leidscheplein – Hobbemastraat – P.C. Hooftstraat. In 1883 was ze verlengd via Leidschestraat naar de Dam en in 1890 via de Van Baerlestraat en Willemsparkweg naar de Emmastraat.
De elektrische tramlijn 2 werd ingesteld op 28 december 1903 en had toen de route: Dam – Nieuwezijds Voorburgwal – Leidsestraat – Leidseplein – Stadhouderskade – P.C. Hooftstraat – Van Baerlestraat – Willemsparkweg – Koninginneweg.
De Leidsestraat is te smal voor twee sporen naast elkaar. In het oorspronkelijke elektrificatieplan was éénrichtingsverkeer voorzien staduitwaarts waarbij stadinwaarts over de te dempen Spiegelgracht en Nieuw Spiegelstraat zou worden gereden. Plannen om de Spiegelgracht te dempen konden dankzij felle protesten worden verijdeld. Daardoor kreeg de Leidsestraat enkelspoor met op de bruggen haltes met dubbelspoor zodat de trams van tegengestelde richting elkaar daar kunnen passeren. In 1980 werd dit vervangen door strengelspoor, zodat er geen wissels meer nodig zijn
Op 12 maart tot  23 juli 1904 werd de lijn tijdelijk verlengd naar het IJveer. Op 18 maart 1906 werd via de Nieuwezijds Voorburgwal doorgereden naar het Centraal Station. Op 20 mei 1906 werd de lijn verlengd langs de Koninginneweg naar het kringspoor Sophialaan/Saxen Weimarlaan.
Op 6 juli 1911 ging lijn 2 doorrijden naar de De Ruijterkade (IJveer). Met de komst van Kringlijn 22 op 4 augustus 1921 werd deze lijn ingekort tot het Stationsplein.
Na de Tweede Wereldoorlog werd de lijn pas na bijna twee jaar op 14 april 1947 heringesteld. Op 13 augustus 1948 werd de lijn verlengd via de Zeilstraat naar het Hoofddorpplein ter vervanging van lijn 1 die over de Amstelveenseweg naar het Stadionplein werd verlegd. Hierdoor waren er op het kruispunt Amstelveenseweg met Koninginneweg en Zeilstraat in de normale dienst geen afslaande trambewegingen meer. De sporen in de P.C. Hooftstraat waren dringend aan vernieuwing toe en verkeerstechnische niet ideaal. Oorspronkelijk dacht men alleen voor lijn 2 aan een vervangend traject door de Paulus Potterstraat. Op 18 oktober 1958 werd de route via de Hobbemastraat – P.C. Hooftstraat verlaten en besloot men "op proef" te rijden via de langere route Overtoom, Eerste Constantijn Huygensstraat, Vondelbrug en Van Baerlestraat. Ondanks de hogere exploitatiekosten door de langere route werd bespaard op de aanlegkosten van een nieuw traject door de Paulus Potterstraat. 
In 1965, toen bekend werd dat de Koninginneweg langdurig gestremd zou zijn ivm. rioleringswerkzaamheden, was er een plan lijn 2 te vervangen door een verlengde buslijn 23 die een verbinding tot stand zou brengen tussen de westelijke en oostelijke stadsdelen via een deel van de route van lijn 2. Dit plan ging uiteindelijk niet door en lijn 2 werd tijdelijk verlegd via de route van lijn 16. 
In het kader van de nota Lijnen voor morgen lag het in de bedoeling dat lijn 2 zou worden opgeheven maar dit mocht pas gebeuren als lijn 16 volledig op vrije baan was gebracht. Uiteindelijk bleef lijn 2 toch gehandhaafd en werd deze, nadat eerst overwogen was het uiteinde te verwisselen met lijn 16, verlengd naar Slotervaart. Op 6 oktober 1975 kwam de verlenging tot stand via de Heemstedestraat en Johan Huizingalaan naar de Louwesweg in Slotervaart-Zuid. In september 1991 werd lijn 2 nogmaals verlengd via de Antwerpenbaan naar Nieuw Sloten waarbij de tram er, net als destijds bij lijn 17 in Osdorp, er eerder was dan de bewoners. In 1992 kwam de omlegging via de Hobbemastraat – Paulus Potterstraat alsnog in gebruik, ter vervanging van de  omweg van 34 jaar via de Overtoom.
Oorspronkelijk had lijn 2 na enkele jaren plaats moeten maken voor lijn 16, die vanaf het Haarlemmermeerstation via een nieuwe route onder of boven de Schinkel en via de Henk Sneevlietweg naar Nieuw Sloten en de Middelveldsche Akerpolder ten westen van Osdorp zou worden verlengd. Daartoe zou het reeds aangelegde traject vanaf het eindpunt in Sloten via de Vrije Geer en een nieuwe brug over de Slotervaart worden verlengd naar de Akersingel, de centrale hoofdweg in de wijk. Als gevolg van het referendum in 1995 'Redt het Weilandje van Sloten' is dit niet doorgegaan. Het weilandje bleef onbebouwd, lijn 2 bleef op haar route gehandhaafd. De tramverbinding naar de nieuwbouwwijk De Aker, wordt sinds 2001 verzorgd door lijn 1, die in Osdorp vanaf Meer en Vaart een nieuwe route kreeg.
Tramlijn 2 is in 2014 door National Geographic uitgeroepen tot nummer 9 in de top 10 van beste tramritten ter wereld, omdat een groot deel van de Amsterdamse toeristische hoogtepunten gepasseerd wordt. Het gevolg is veel oponthoud door toeristen. Daarom plaatste het GVB sinds medio mei 2015 kaartautomaten op de drukste tramhaltes.
In het najaar van 2014 vervielen de haltes Jacob Obrechtstraat, Emmastraat en Martelaarsgracht. In 2021 werden de haltes Rijksmuseum en Paulus Potterstraat (Stedelijk museum) samengevoegd tot halte Museumplein. Tot maart 2023 was lijn 2 de laatste tramlijn met een halte zonder vluchtheuvel, de halte Zeilstraat / Amstelveenseweg richting centrum. Deze is vervangen door een halte over de kruising met vluchtheuvel in de Koninginneweg.

## Fotogalerij

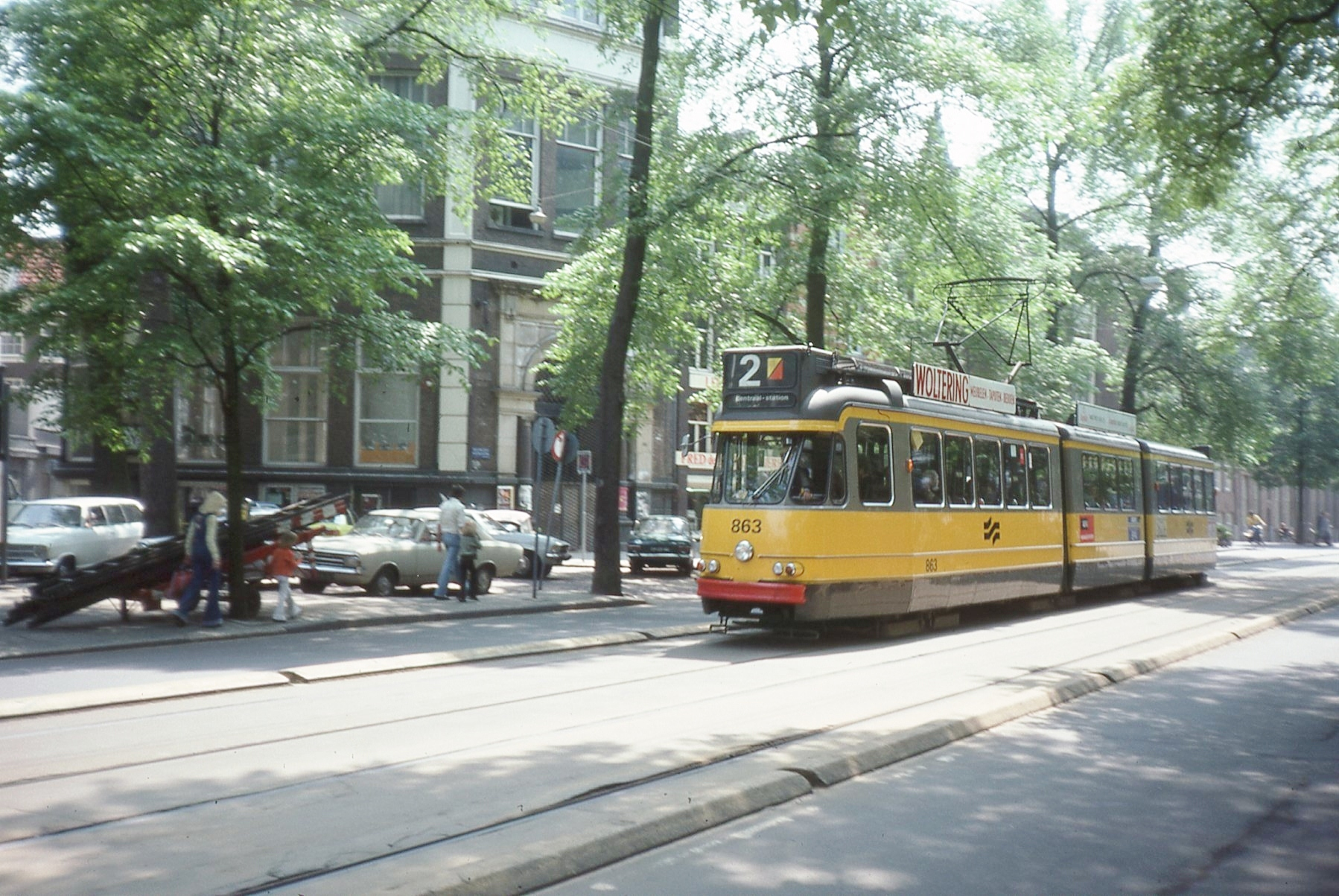
Tramlijn 2 met gelede wagen 863 (1G) op de Nieuwezijds Voorburgwal; 1976.
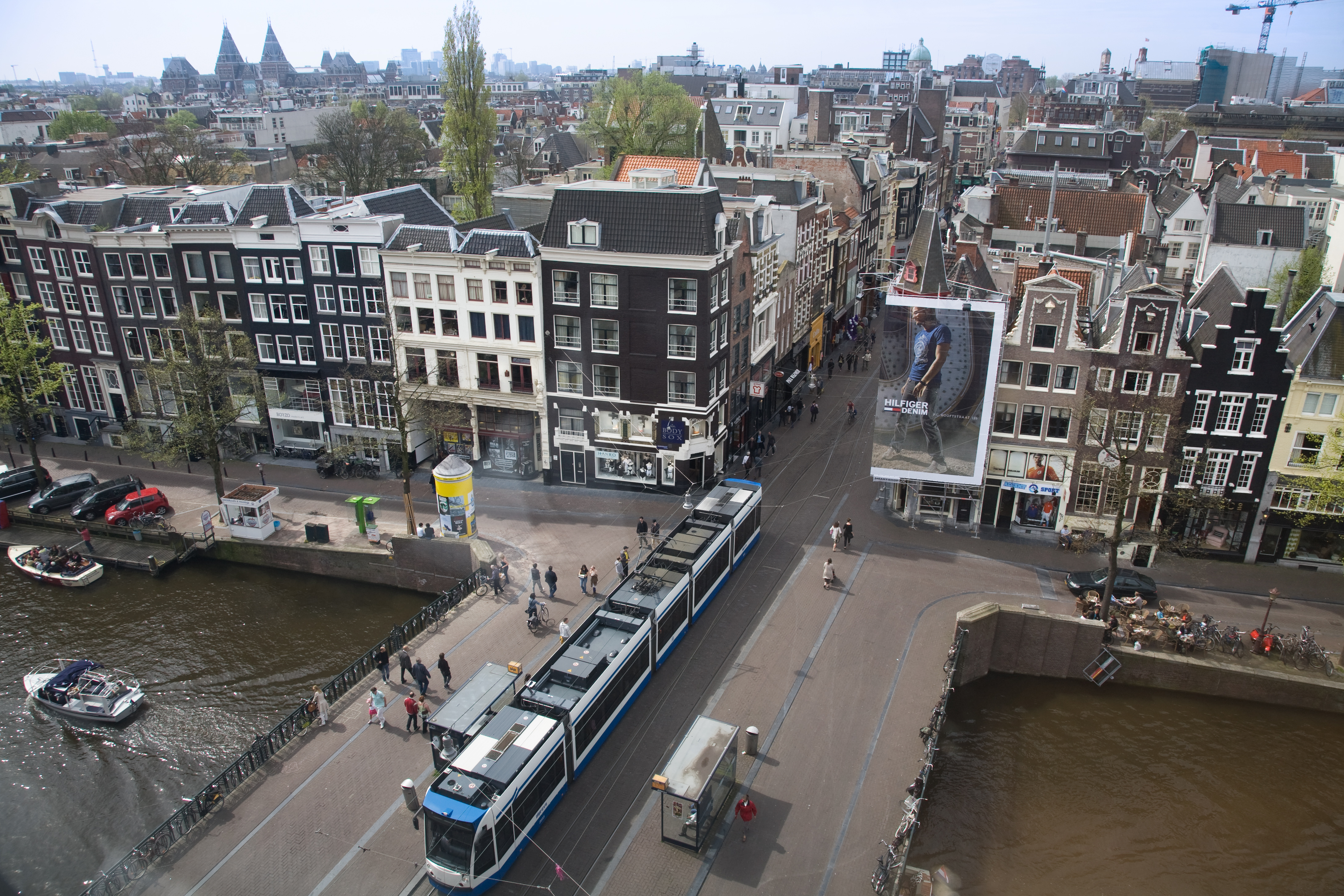
Lijn 2 op de brug over de Keizersgracht in de Leidsestraat
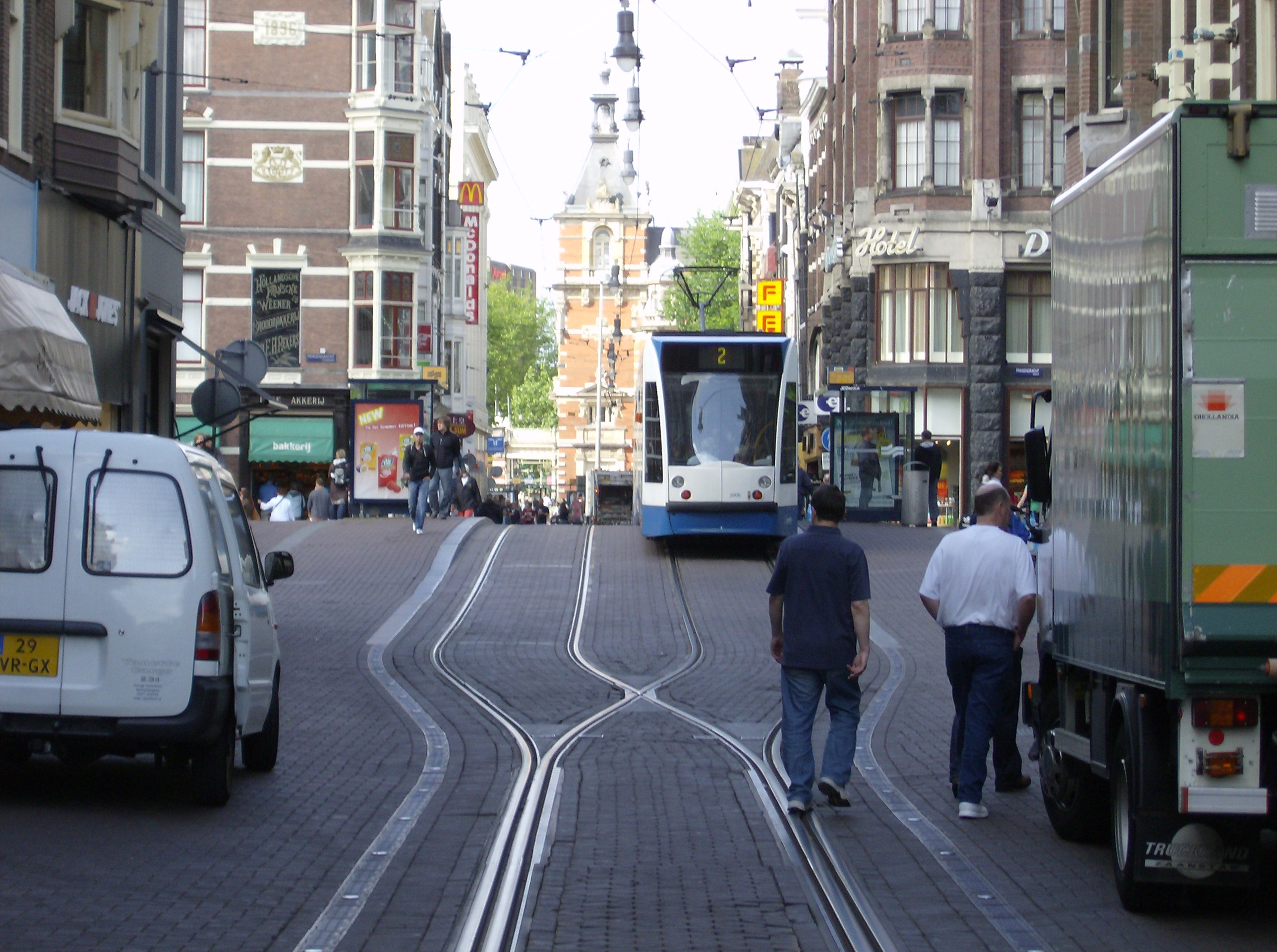
Strengelspoor in de Leidsestraat
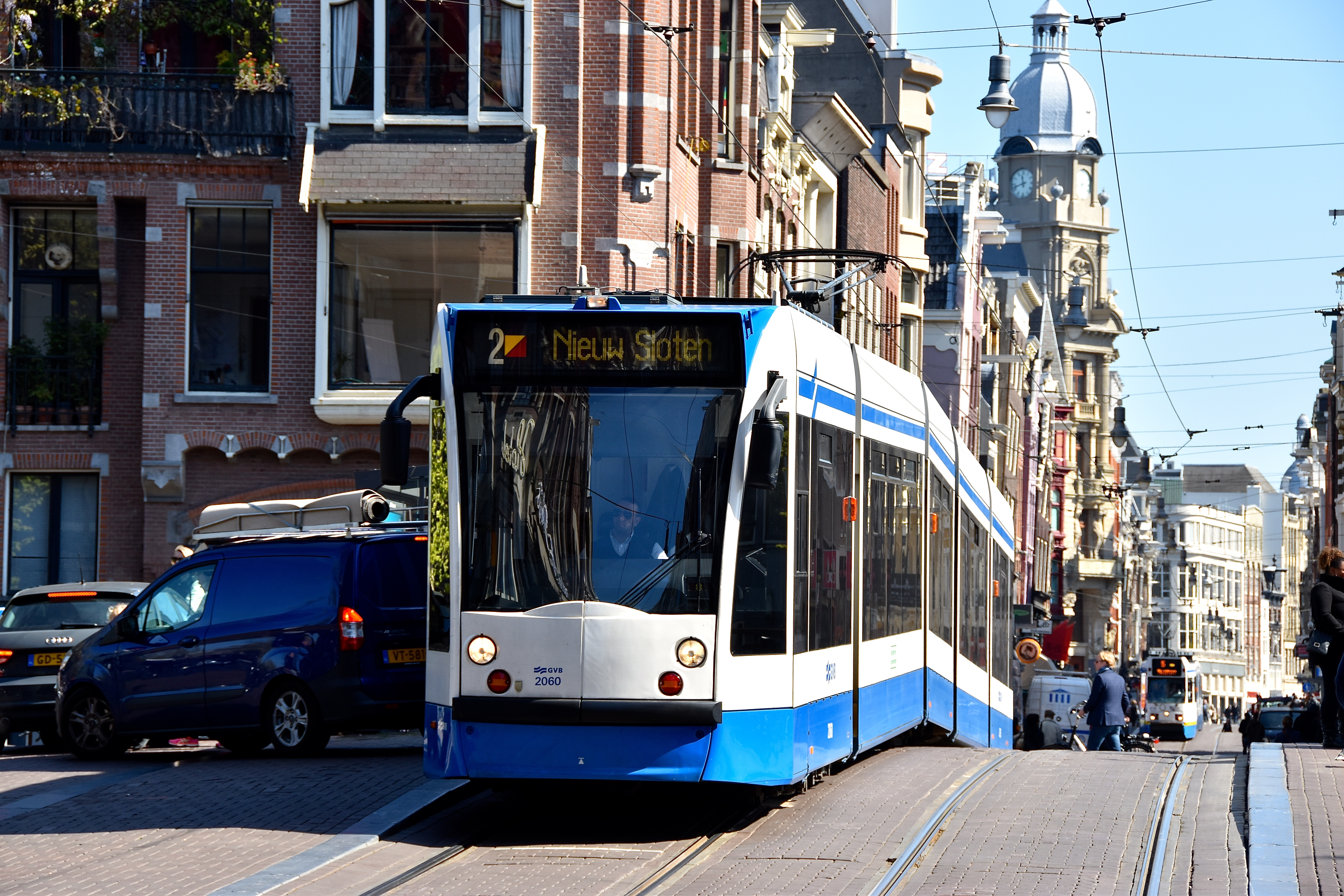
Lijn 2 door de Leidsestraat
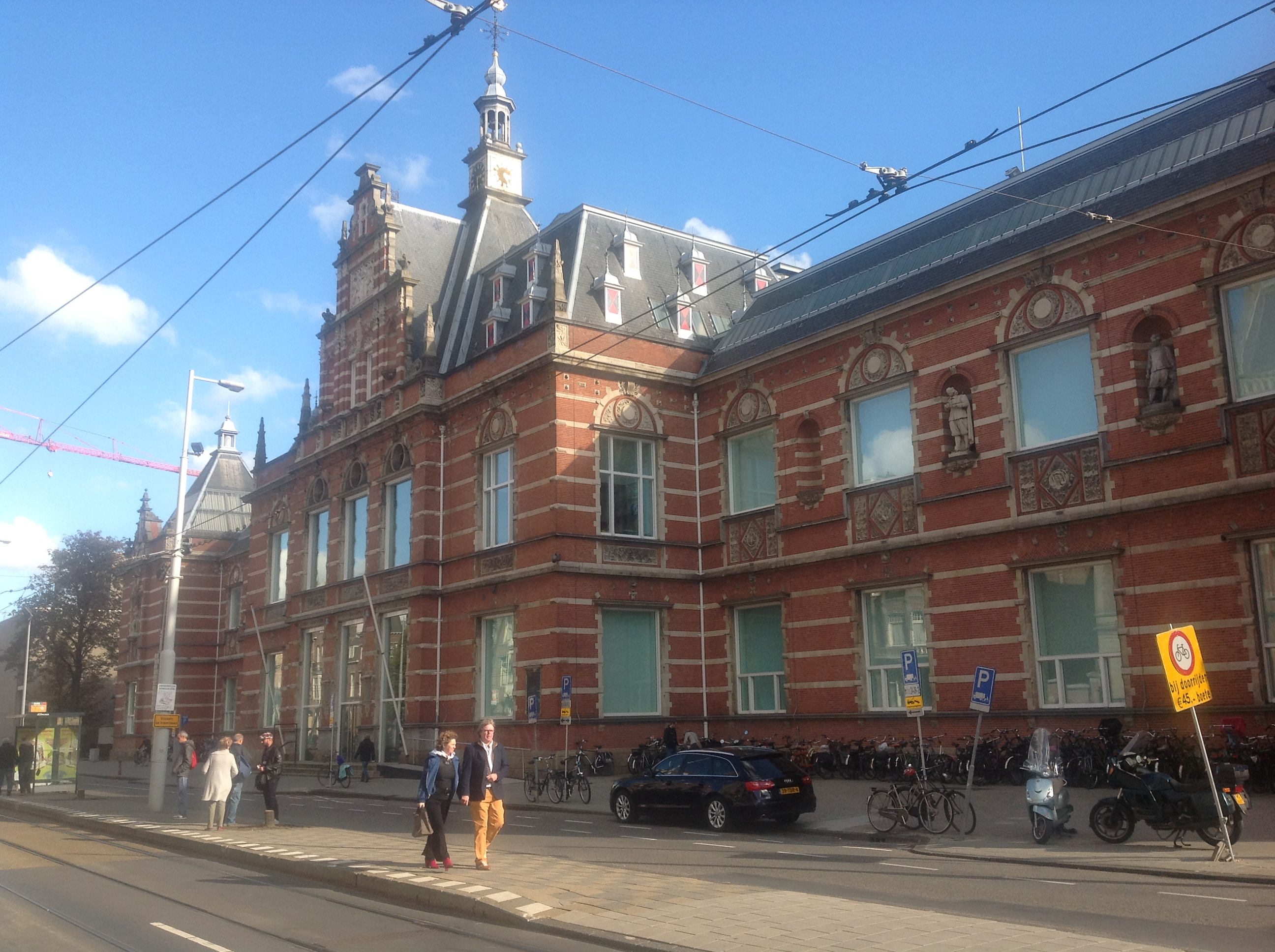
Tramhalte in de Paulus Potterstraat bij het Stedelijk Museum
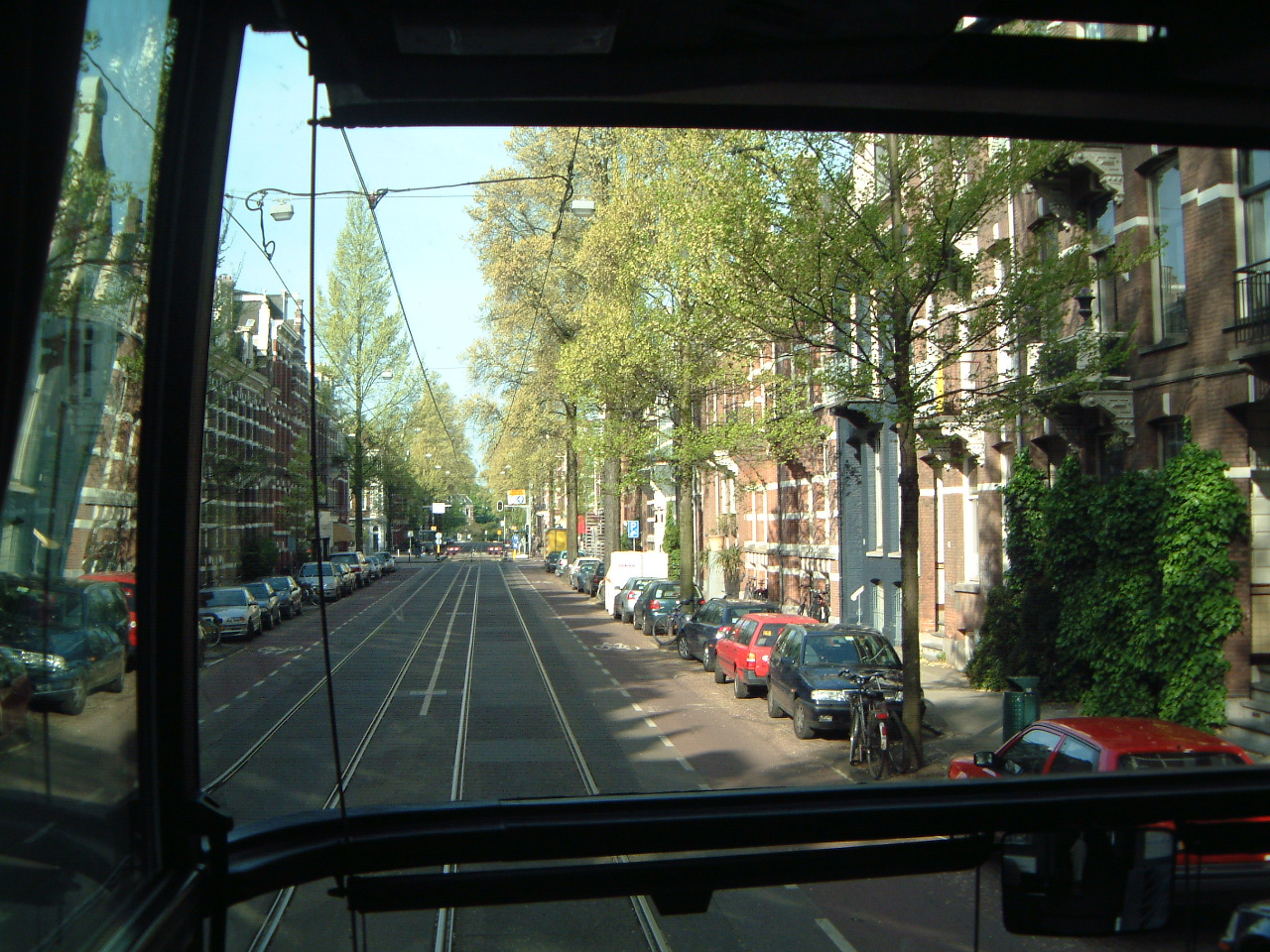
Lijn 2 op de Willemsparkweg
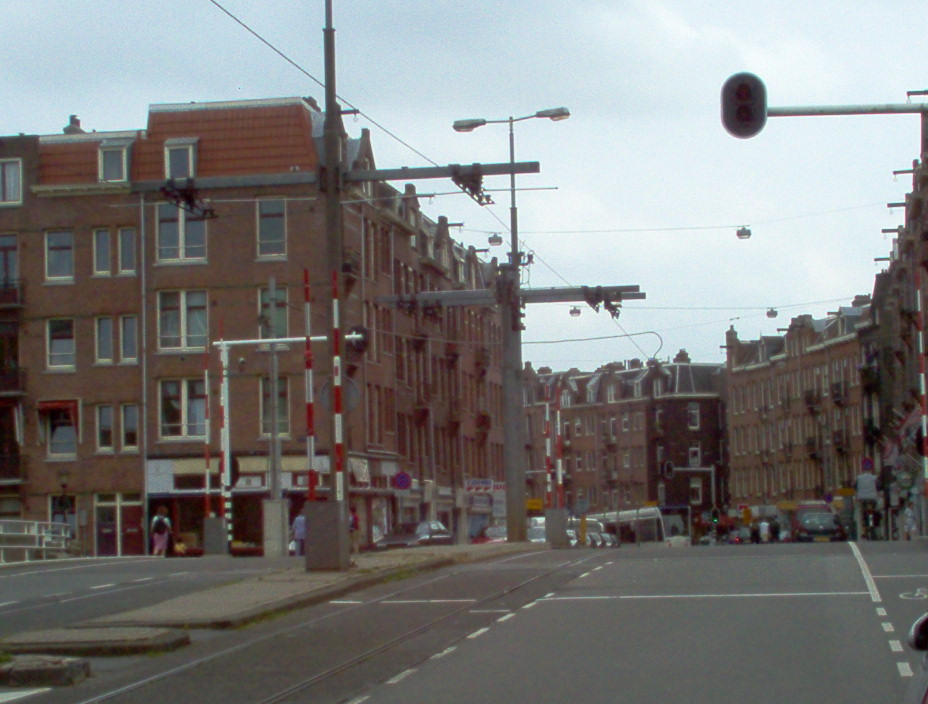
Trambaan op de brug bij de Zeilstraat
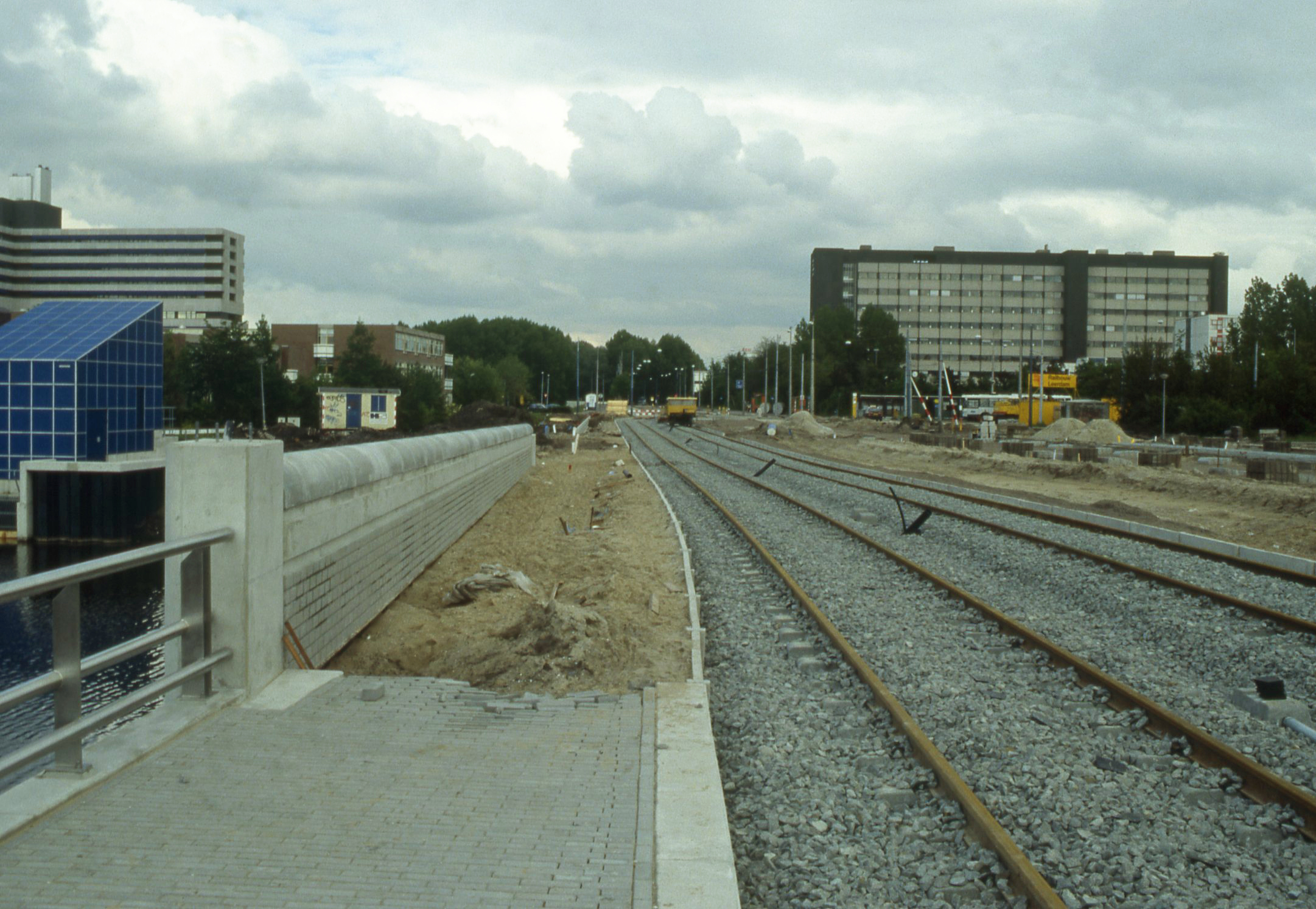
Verlenging nabij de toenmalige eindhalte aan de Louwesweg, rond 1991